# Magique (film)
Pour les articles homonymes, voir Magique (homonymie).
Pour plus de détails, voir Fiche technique et Distribution.
Magique est un film français réalisé par Philippe Muyl en 2007. Il est sorti sur les écrans le 22 octobre 2008.

## Synopsis
Tommy, un petit garçon de 10 ans, vit avec Betty, sa maman, dans une ferme d’apiculture en pleine nature, loin de Montréal. Tommy n’a jamais connu son père et Betty, qui semble s’être retirée là pour fuir quelque chose, cherche vainement un compagnon sur les sites de rencontre. Tommy se désole de la voir si peu heureuse et il voudrait vraiment qu'un sourire illumine son visage, mais comment faire ? Un jour, un petit cirque itinérant passe à quelques kilomètres de là, dans le village où il va à l’école. Mais des problèmes administratifs font que le chapiteau n’a pas l’autorisation d’être planté et que, très vite, le cirque sera contraint de déguerpir. Une idée germe alors dans la tête de Tommy. Quoi de mieux qu’un cirque pour créer une ambiance de fête et de joie ? Il déploie alors tous ses arguments et parvient à convaincre sa mère d’offrir l’hospitalité au cirque, lequel vient donc s’installer dans le vaste champ face à la maison.

## Fiche technique
- Réalisation et scénario : Philippe Muyl
- Musique : Cali
- Direction artistique : Martin Tessier
- Décors : Roger Martin
- Photographie : Pierre Gill
- Montage : Richard Comeau
- Production : Maxime Rémillard
- Société de distribution : Paramount Pictures
- Pays de production :  France
- Langue : français
- Genre : comédie
- Format : couleur - 35 mm - 2,35:1 - son Dolby Digital
- Durée : 91 minutes
- Date de sortie : France : 22 octobre 2008

## Distribution
- Marie Gillain : Betty
- Cali : Baptiste
- Antoine Duléry : Auguste
- Benoît Brière : Alix
- Louis Dussol : Tommy
- Jean-Robert Bourdage : le propriétaire
- Gouchy Boy : Bingo